# El Tiempo
El Tiempo (deutsch Die Zeit) ist die größte kolumbianische Tageszeitung. Sie wird von der Verlagsgruppe Casa Editorial El Tiempo in der Hauptstadt Bogotá im Broadsheet-Format herausgegeben und ist Mitglied der Grupo de Diarios América. Die Auflage schwankt je nach Wochentagen von 220.000 bis 401.000 an Sonntagen.

## Geschichte

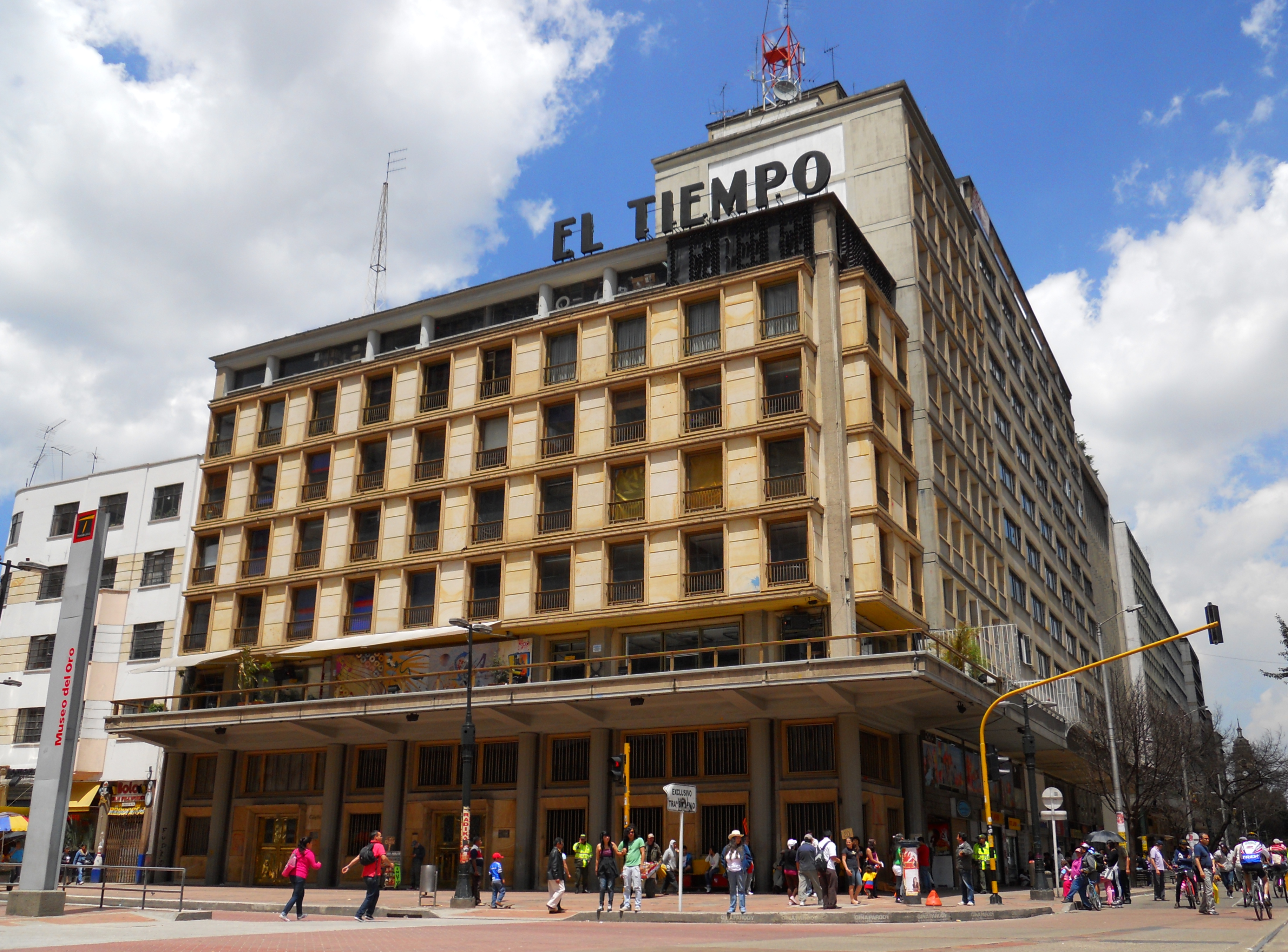
Redaktion von El Tiempo in Bogotá

Die Zeitung El Tiempo wurde am 30. Januar 1911 durch Alfonso Villegas Restrepo gegründet und 1913 an Eduardo Santos Montejo verkauft, der diese als Eigentümer und Leiter bis 1976 führte. Bis zur 130. Auflage wurde die Zeitung im Tabloid-Format gedruckt und erst danach auf die genormte Tageszeitungsgröße geändert. Am 6. September 1952 brannte der Hauptsitz des Verlags völlig ab. Das Blatt wurde aber durch Hilfe der Zeitung El Liberal ohne Ausnahme weiter gedruckt. Erst 1978 zog die Redaktion auf die Avenida Eldorado um, wo sie bis heute aufgelegt wird.
Von 1913 bis 2007 gehörte El Tiempo mehrheitlich der Familie Santos, dessen Mitglieder führende Posten in der Politik Kolumbiens innehatten. So Eduardo Santos Montejo (Präsident von 1938 bis 1942) und Francisco Santos Calderón (Vizepräsident von 2002 bis 2010) sowie zuletzt auch der frühere Staatspräsident Juan Manuel Santos, der von 2010 bis 2018 im Amt war. Im Jahr 2007 kaufte Spaniens Grupo Planeta 55 % der Casa Editorial El Tiempo Mediengruppe, einschließlich der Zeitung und dem damit verbundenen TV-Kanal CityTv Bogotá.

## Verbreitung und Verkaufspreis
El Tiempo wird mit sechs unterschiedlichen Regionalteilen herausgegeben:
- Bogotá
- Karibik (Barranquilla, Cartagena, Santa Marta, Sincelejo, Riohacha und Valledupar)
- Medellín
- Kaffeezone (Pereira, Manizales, Armenia)
- Cali (Cali, Popayán, Pasto)
- Rest des Landes

Der Verkaufspreis beträgt 1700 COP für die werktags- und 3500 COP für die Sonntagsausgabe.
Die durchschnittliche Reichweite betrug 2004 bei der Montags- bis Samstagsausgabe 314.000 Leser, bei der Sonntagsausgabe 453.000.